# Міст Свободи (Будапешт)
Міст Свободи (угор. Szabadság híd) — міст через річку Дунай в Будапешті.
Міст має довжину 333 м, ширину 20 м і з'єднує Буду і Пешт.

## Історія
«Міст на площі Вамхаз» побудований у 1894—1896 за проектом Яноша Фекетехазі. Згодом носив назву міст Митниці, будівля якої розташовувалася на пештській набережній, потім міст був перейменований в міст Франца Йосифа, який його відкривав. Після відновлення міст отримав нинішню назву.
Вершини чотирьох щогл моста прикрашають статуї Турулів — птахів з угорської міфології.
У 1945 підірваний відступаючими німецькими військами, але до серпня наступного року він був відновлений.
У 2007 закритий на реконструкцію, що тривала 15 місяців.

## Галерея

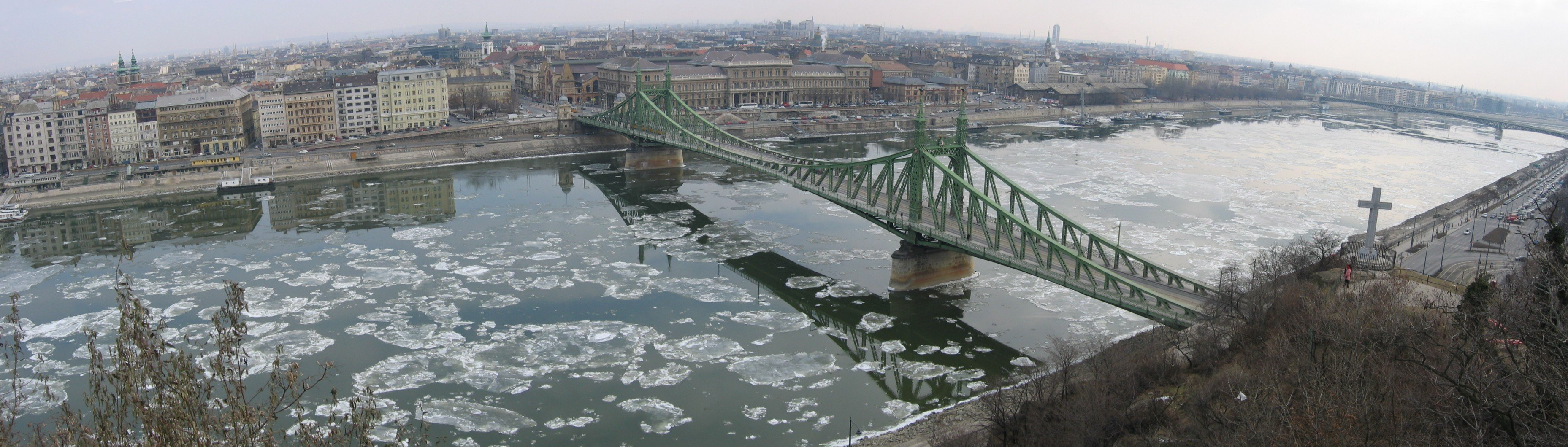
Міст Свободи у 2006